# Ivar Mountbatten
Lord Ivar Alexander Michael Mountbatten DL (født 9. marts 1963 i London) er en britisk aristokrat. Han er grandfætter til den britiske konge Charles 3. af Storbritannien.

## I familie med kongehuset
Ivar Mountbatten er tiptiptipoldesøn af dronning Victoria af Storbritannien, og han er grandfætter til den britiske konge Charles 3. af Storbritannien. 
Ivar Mountbattens far (David Mountbatten) var en nær ven med sin fætter Philip Mountbatten, prins af Grækenland og Danmark. I 1947 var David Mountbatten forlover ved prins Philips bryllup med prinsesse Elizabeth (dronning fra 1952).
Ivar Mountbatten har en (teoretisk) arveret til den britiske trone. I arvefølgen er han placeret lige efter sin storebrors børn og lige før sine egne børn.

## Forældre og bror
Ivar Mountbatten er det yngste barn af David Mountbatten, 3. markis af Milford Haven (1919–1970) og den peruansk–britiske Janet Mercedes Bryce (født 1937). Hun er en slægtning til Manuel Candamo (1841–1904), der var Peru's præsident to gange. George Mountbatten er lillebror til George Mountbatten, 4. markis af Milford Haven (født 1961).

## Slægten Milford Haven
Ivar Mountbatten tilhører Milford Haven-grenen af Huset Battenberg.
Han er sønnesøn af George Mountbatten, 2. markis af Milford Haven (1892–1938) og oldesøn af prins Louis af Battenberg (1854–1921), der i 1917 blev den første markis af Milford Haven.
På opfordring af sin senere svigermor gik den dengang 14-årige Louis af Battenberg ind i den britiske flåde i 1868. Han var First Sea Lord 1912–1914. Kort tid før sin død i 1921 fik han ærestitlen Admiral of the fleet.
Louis af Battenberg var ven med prinsen af Wales (den senere kong Edward 7.).
Louis af Battenberg giftede sig med Viktoria af Hessen og ved Rhinen (1853–1950), der var datterdatter af dronning Victoria af Storbritannien. De fik fire børn:
- Alice af Battenberg (1885–1969), der blev mor til prins Philip, hertug af Edinburgh og svigermor til dronning Elizabeth 2. af Storbritannien.
- Louise Mountbatten (1889–1965), der var Sveriges dronning i 1950–1965.
- George Mountbatten, 2. markis af Milford Haven (1892–1938).
- Louis Mountbatten, 1. jarl Mountbatten af Burma (1900–1979), der grundlagde Mountbatten af Burma-grenen af Huset Battenberg.

## Familie
Fra 1984 til 2011 var Ivar Mountbatten gift med Penelope Anne Vere Thompson (født 1966). Parret fik tre døtre:
- Ella Louise Georgina Mountbatten (født 1996).
- Alexandra Nada Victoria Mountbatten (født 1998).
- Louise Xenia Rose Mountbatten (født 2002).

## Titler
- 9. marts 1963 – nu: Lord Ivar Mountbatten